# Задиг, Ребекка
Ребекка Задиг (родилась 27 июля, 1982) — шведская певица.

## Карьера
Ребекка Задиг участвовала в клипе Араша «Temptation». Эта песня — более новая версия её собственной песни «Temptation», в клипе которой участвовал Араш (тогда ещё известный как 'Алекс'). Лирика этих двух песен отличается значительно. В то время как Ребекка поёт свою песню на английском языке, а Араш на фарси, версия Араша — это песня на фарси с английским бэк-вокалом. Третья версия была выпущена во Франции в 2009 певцом Наджимом, с участием Араша и Ребекки, под названием «Près de toi (Внезапно)».
Ребекка также спела в песнях «Bombay Dreams» с Анилой в 2004, и в «Mitarsam» (фарси вариант песни «Suddenly») — синглах Араша.
На концертах Араша Ребекка пела песни с ним, хотя в записанной версии песни «Араш» солировала Хеленой (Helena) (которая по каким то причинам не выступала тогда вживую).
Ребекка ещё не выпустила ни одного альбома. Между концертами она также работает в моде и разрабатывает дизайн нижнего белья.